# Stanwood (Iowa)
Stanwood es una ciudad ubicada en el condado de Cedar, Iowa, Estados Unidos. Tiene una población estimada, en 2021, de 630 habitantes.

## Geografía
La localidad está ubicada en las coordenadas 41°53′34″N 91°8′56″O / 41.89278, -91.14889 (41.892697, -91.148758). Según la Oficina del Censo de los Estados Unidos, tiene una superficie total de 2.06 km², correspondientes en su totalidad a tierra firme.

## Demografía
Según el censo de 2020, en ese momento había 637 personas residiendo en la localidad. La densidad de población era de 309.22 hab./km². El 93.56% de los habitantes eran blancos, el 1.41% eran afroamericanos, el 0.47% eran amerindios, el 0.16% era de otra raza y el 4.40% eran de una mezcla de razas. Del total de la población, el 1.73% eran hispanos o latinos de cualquier raza.